# Kenji Himura
Kenji Himura (緋村 剣路?, Himura Kenji) è uno dei personaggi tratti dal manga e dall'anime di Nobuhiro Watsuki, Kenshin samurai vagabondo. È il primogenito di Kenshin Himura e Kaoru Kamiya.

## Storia

### Infanzia
Kenji Himura fa la sua prima apparizione nel tankōbon numero 28 di Kenshin, nonché il volumetto conclusivo. È esattamente la copia in miniatura di Kenshin, caratterizzato da gote rossissime. Si tratta di un vero e proprio monello, che riesce a far perdere la pazienza davvero a tutti.
Durante la sfida per il passaggio del genpuku tra Kenshin e Yahiko ad osservarli c'è proprio il piccolo Kenji in braccio alla mamma. Quello scontro rimarrà impresso durante tutto il periodo relativo alla sua crescita, che lo porterà a conoscere i segreti della spada.

### Capitolo del Tempo (OAV)
Nell'OAV dedicato alle vicende future di Kenshin, Kenji viene dipinto come un ragazzo turbato e ambizioso. Purtroppo a causa dell'assenza continua del padre e della gravità della malattia di Kaoru, il piccolo cresce in una situazione familiare non certo felice. Ammaliato dai racconti sulla figura di Battosai, Kenji decide di seguire le orme del padre e si reca a Kyoto da Seijūrō Hiko, per apprendere lo stile Mitsurugi Hiten.
In realtà Hiko gli insegna davvero poco della tecnica, confidando a Yahiko di voler portare con sé nella tomba il suo segreto. In seguito è proprio Yahiko che sfida a duello Kenji, per dimostrargli che lo spirito guerriero del padre risiede nella sakabato e che una spada mortifera non gli sarà di nessun ausilio. Quando inizia lo scontro, Kenji parte subito forte e impiega al meglio gli insegnamenti ricevuti; tuttavia l'esperienza in battaglia di Yahiko e la forza della sakabato sconfiggono il povero Kenji.
A quel punto Yahiko, come aveva già fatto precedentemente Kenshin, dona la sakabato a Kenji per il suo genpuku e lo convince a ritornare a Tokyo dalla mamma. Purtroppo durante il viaggio di ritorno, Kenshin muore e alla fine della storia si vedono Kenji e Chizuru passeggiare per il giardino di ciliegi dove si è spento il samurai vagabondo.